# Batalha do Rio Ânias
A Batalha do Rio Ânias foi travada em 89 a.C. entre as forças do rei Mitrídates VI do Ponto e as do rei Nicomedes IV da Bitínia. As forças do Ponto foram comandadas por Arquelau e Neoptolemo enquanto que os bitínios foram liderados pelo próprio rei. O resultado foi uma vitória dos pônticos e a perda da província da Ásia pela República Romana, o que resultou na Primeira Guerra Mitridática.

## Forças
O exército pôntico estava sob o comando geral do próprio Mitrídates e contava com mais de 250 000 homens. Nicomedes, por outro lado, controlava apenas 50 000 infantes e mais 6 000 cavaleiros. Porém, Apiano conta que, para esta batalha, o exército bitínio superava em número os contingentes pônticos.

## Batalha
A batalha foi travada às margens do rio Ânias e começou à volta de uma colina rochasa no vale do rio. Neoptolemo e Arquelau, no comando das forças pônticas, enviaram tropas para ocupar a colina, mas foram impedidos por Nicomedes. Neoptolemo liderou uma segunda investida, mas foi novamente repelido por Nicomedes, que iniciou uma perseguição para destruir o inimigo. A catástrofe foi impedida por Arquelau, que atacou os bitínios pelo flanco.
A virada aconteceu quando os carros de guerra com lâminas comandados por Arquelau conseguiram romper a formação do exército bitínio. Segundo Apiano, os carros causaram ferimentos tão terríveis que provocaram medo e confusão entre as tropas de Nicomedes "...cortando alguns deles em dois e cortando outros em pedaços". A oportunidade foi aproveitada por Neoptolemo, que interrompeu o recuo, reorganizou seus homens e atacou o que era então a retaguarda do exército de Nicomedes, já em plena retirada. Mesmo com esta clara vantagem, Neoptolemo perdeu quase todo o seu exército nesta batalha.

## Eventos posteriores
Os sobreviventes do exército de Nicomedes fugiram para a Paflagônia, onde conseguiram se juntar ao exército de Mânio Aquílio. Este novo exército seria novamente derrotado na Batalha de Protofáquio alguns tempo depois. As duas derrotas implicaram na perda do controle romano sobre a província da Ásia.